# Войцех Лука
Войцех Лука (пол. Wojciech Łuka; 10 березня 1958) — польський художник маляр, графік і майстер визначних полотен на історико-патріотичні сюжети, часто батального жанру.

## Художня біографія

### Життєпис
Войцех Лука народився в місті Рейовець-Фабричний, виріс в місті Свіноуйсьце, де в 1977 році закінчив середню школу. Навчався у Сілезькому університеті в Катовицях (пол. Uniwersytet Śląski w Katowicach), Університеті Миколая Коперника (пол. Uniwersytet Mikołaja Kopernika w Toruniu — UMK) і в Краківській академії мистецтв імені Яна Матейка (пол. Akademia Sztuk Pięknych im. Jana Matejki w Krakowie) де отримав ступінь магістра мистецтва.
З 1984 по 1990 рік він став графічним редактором друкованого періодичного видання тижневика «Так і ні». В період з 1988 по 1991 рік директор художній видавництва «Ютро». З 1991 по 2010 рік він став у ратуші Тихих як муніципальний художник факультету Архітектури в Тихах. З 1994 року він став співзасновник і член редколегії а також керівником відділу графіки місячника «Сілезія». З 1 жовтня 2019 року — куратор Муніципальної галереї мистецтв «ОБОК» у Тихах.

### Особисте життя
Батько двох синів: Якуба (1981 р.н.) та Максим (2003 р.н.) та дочка Марта (2000 р.н.).

### Творчість
Наскрізний мотив його полотен — соціальне та особисте життя людини, з особливим наголосом на тісний зв'язок історичні та культурні факти. Його символічний пензель або олівець, або навіть рапідограф із чорним чорнилом демонструє суть: в намальованій архітектурі, в портреті знаменитості або в поведінці звичайної домашньої собаки — друга людини.

## Вибрані твори митця

### Галерея живопису

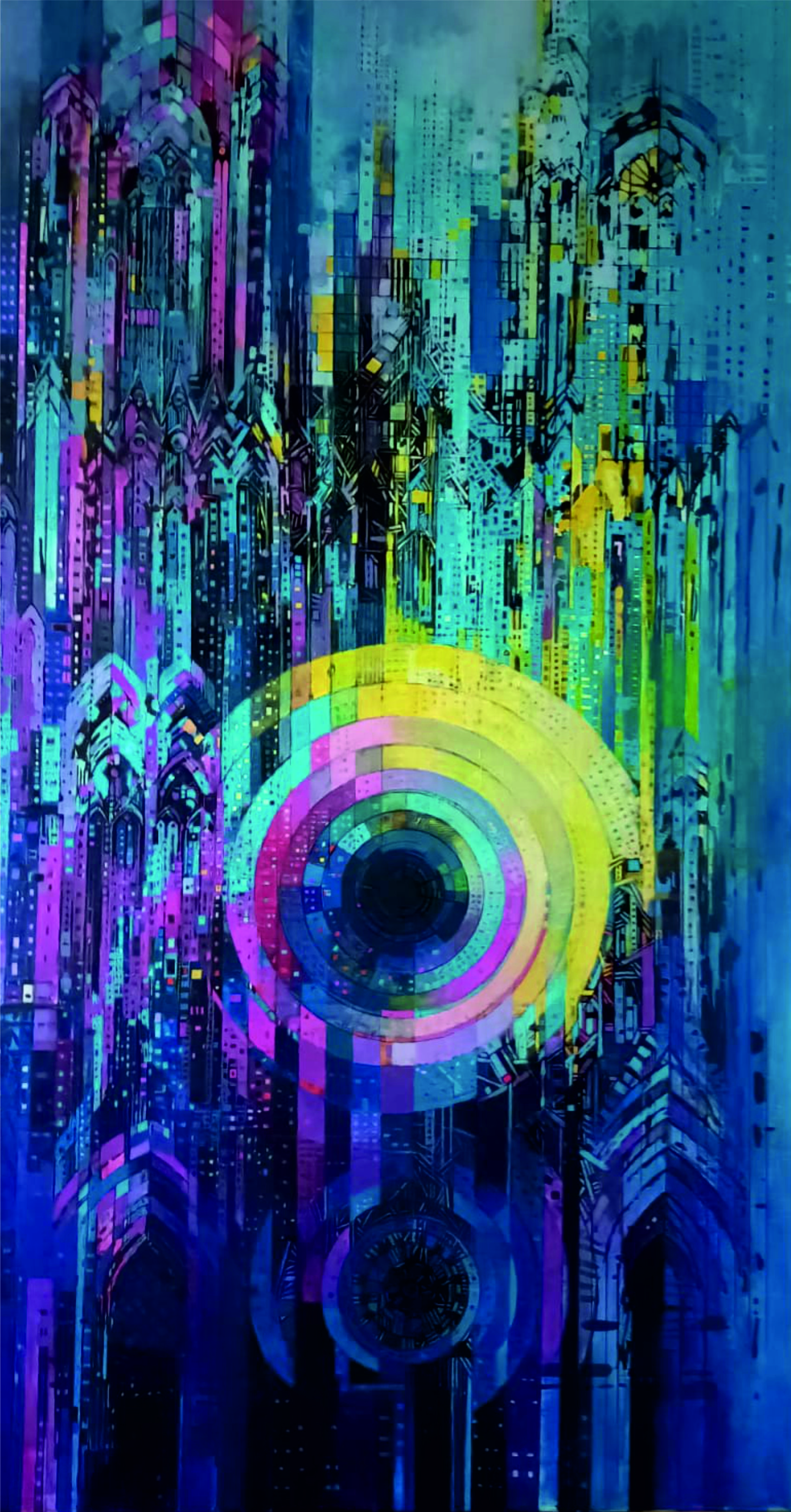
Розета із серії «Собор»,  2021-і рр.
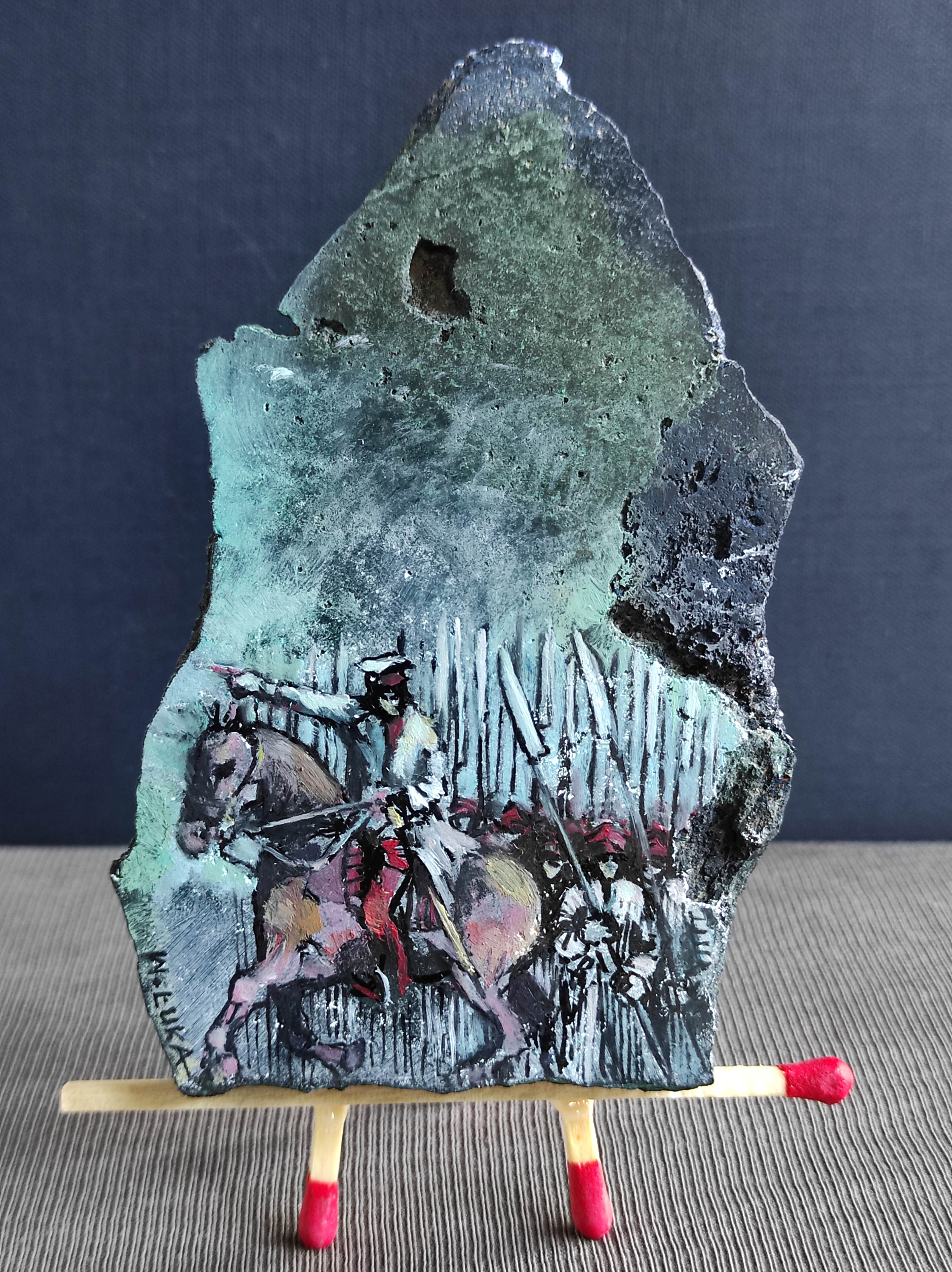
Битва під Рацлавицями розміри 132 × 77 mm, експонат Музей професійного мініатюрного мистецтва Генрик Ян Доміняк в Тихах.

### Галерея малюнків

#### Хресна дорога
Хре́сна доро́га, або Хре́сний шлях — малюнки Войцеха Луки котрий зображають вшанування Страстей Господніх. Складається з 14  циклів (стацій), в кожному з яких згадується та чи інша мука Христа — натякаючи на той важкий хрест, що його ніс Христос на Голгофу розташований у
стародавнє близькосхідне місто Єрусалима. За словами автора малюнків особливе значення має Хресна дорога має сьогодні — в новітній час. Насправді «Хресна дорога» — шлях страждань, життя, повне стійко перенесених лих нести свій хрест кожним із нас.

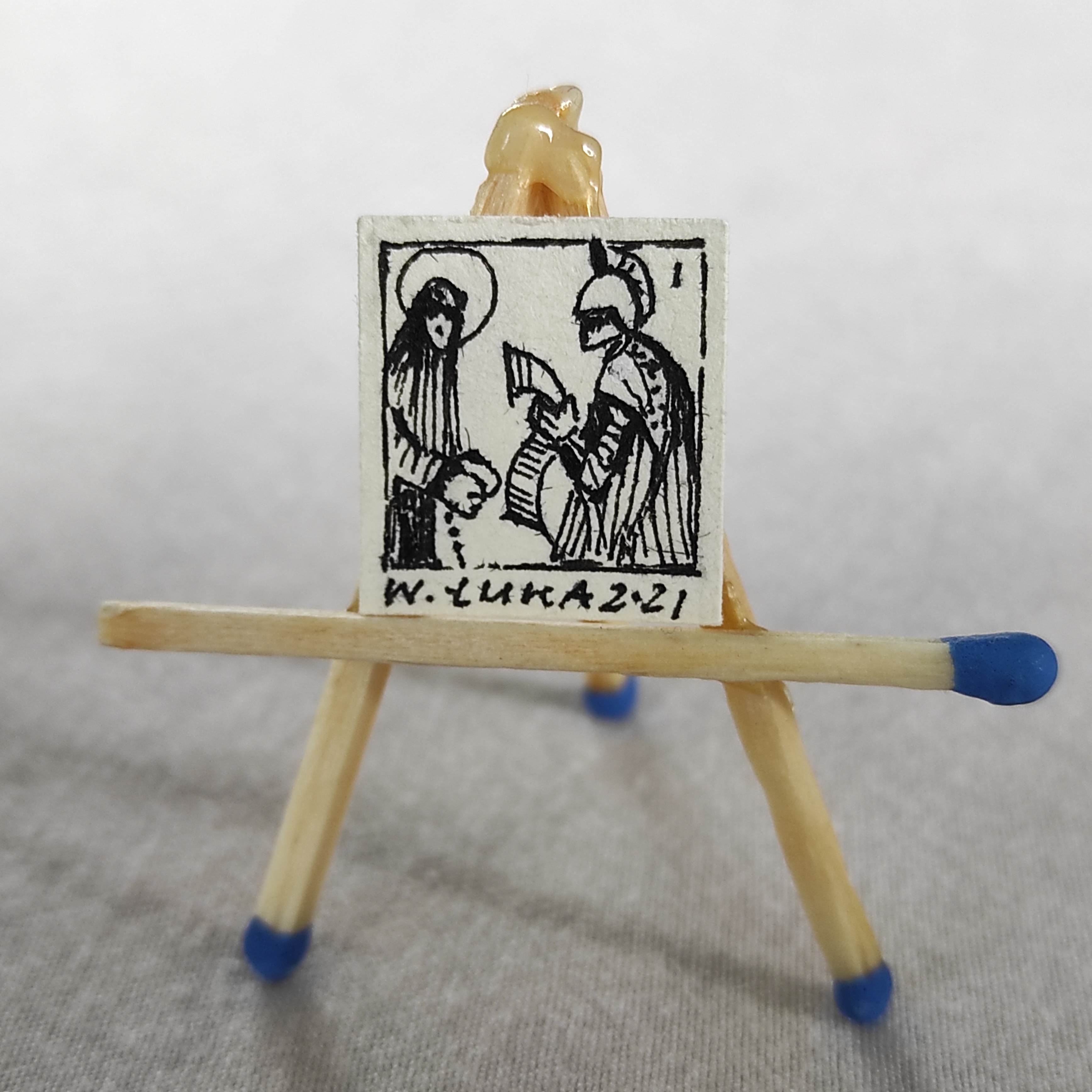
I. Ісуса засуджують на смерть розміри 15 × 15 mm.
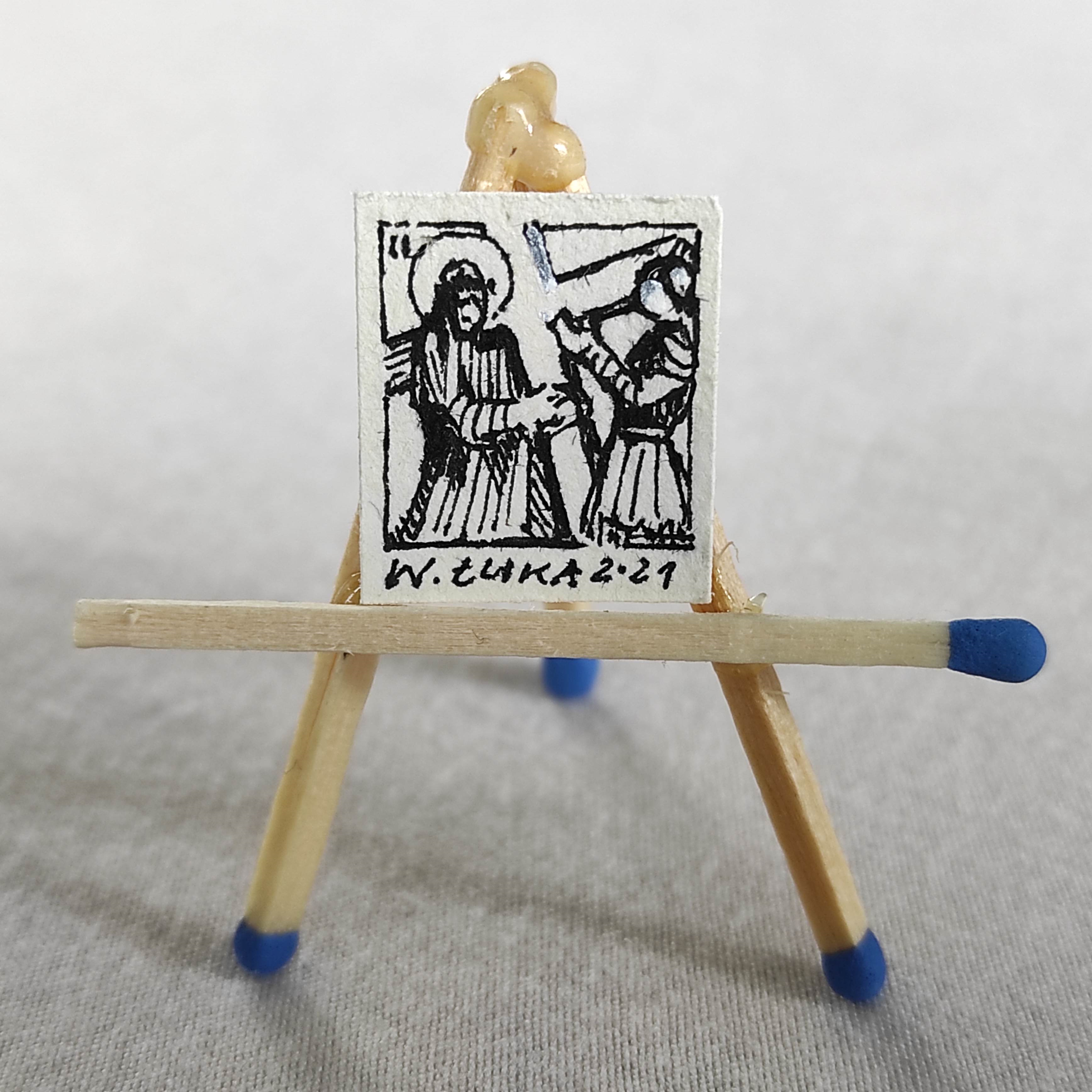
II. Ісус бере на себе хрест розміри 15 × 15 mm.
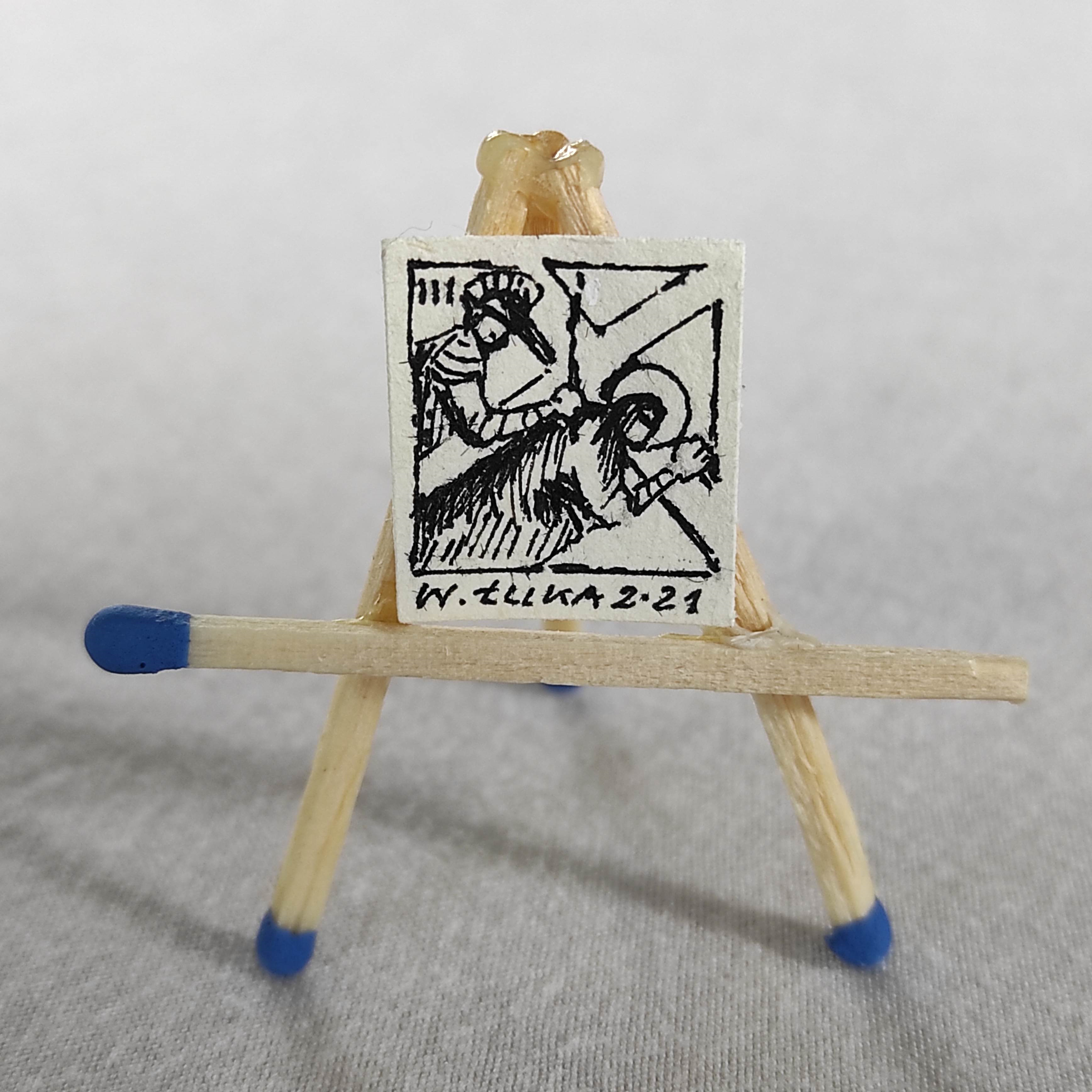
III. Ісус падає перший раз під хрестом розміри 15 × 15 mm.
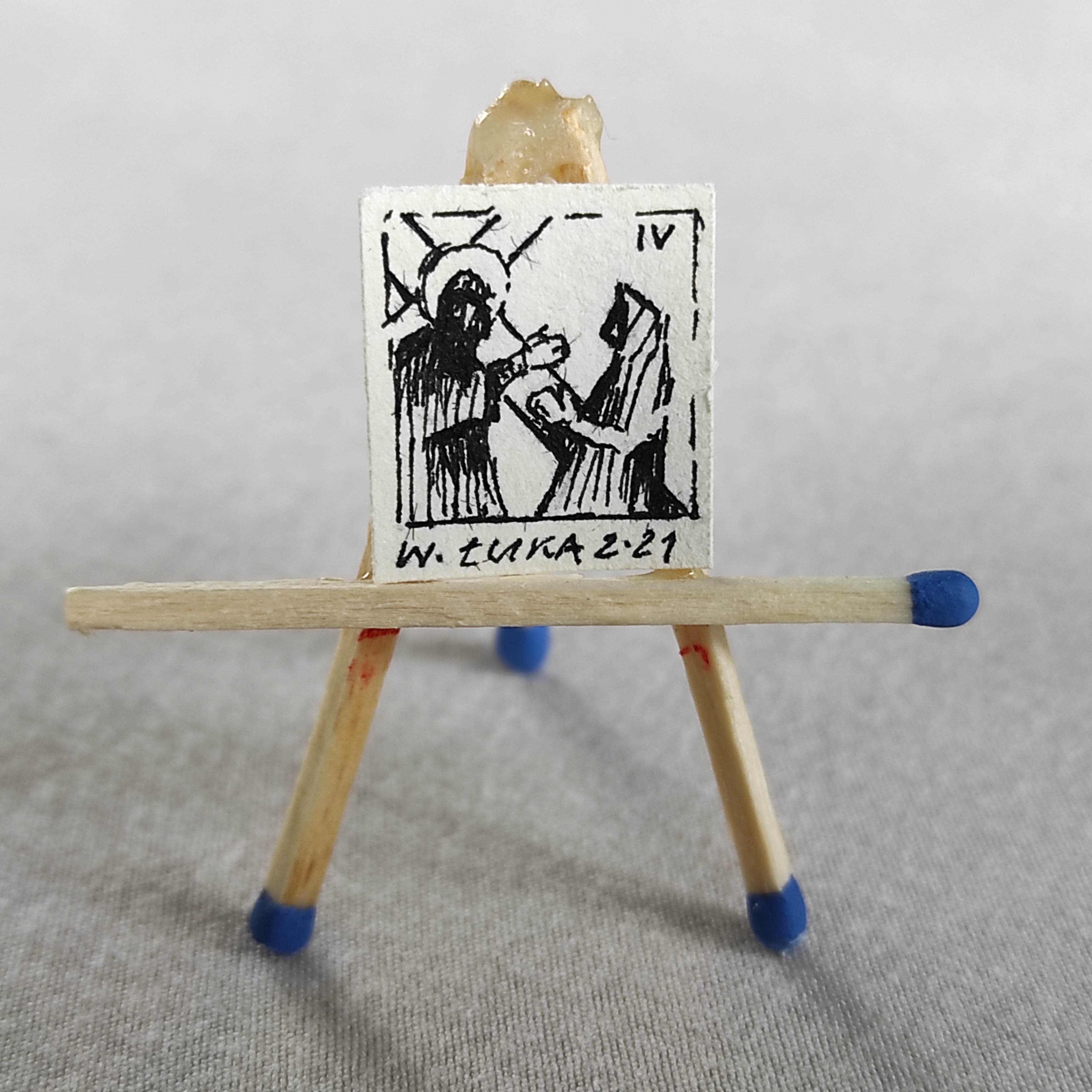
IV. Ісус зустрічає свою Матір розміри 15 × 15 mm.
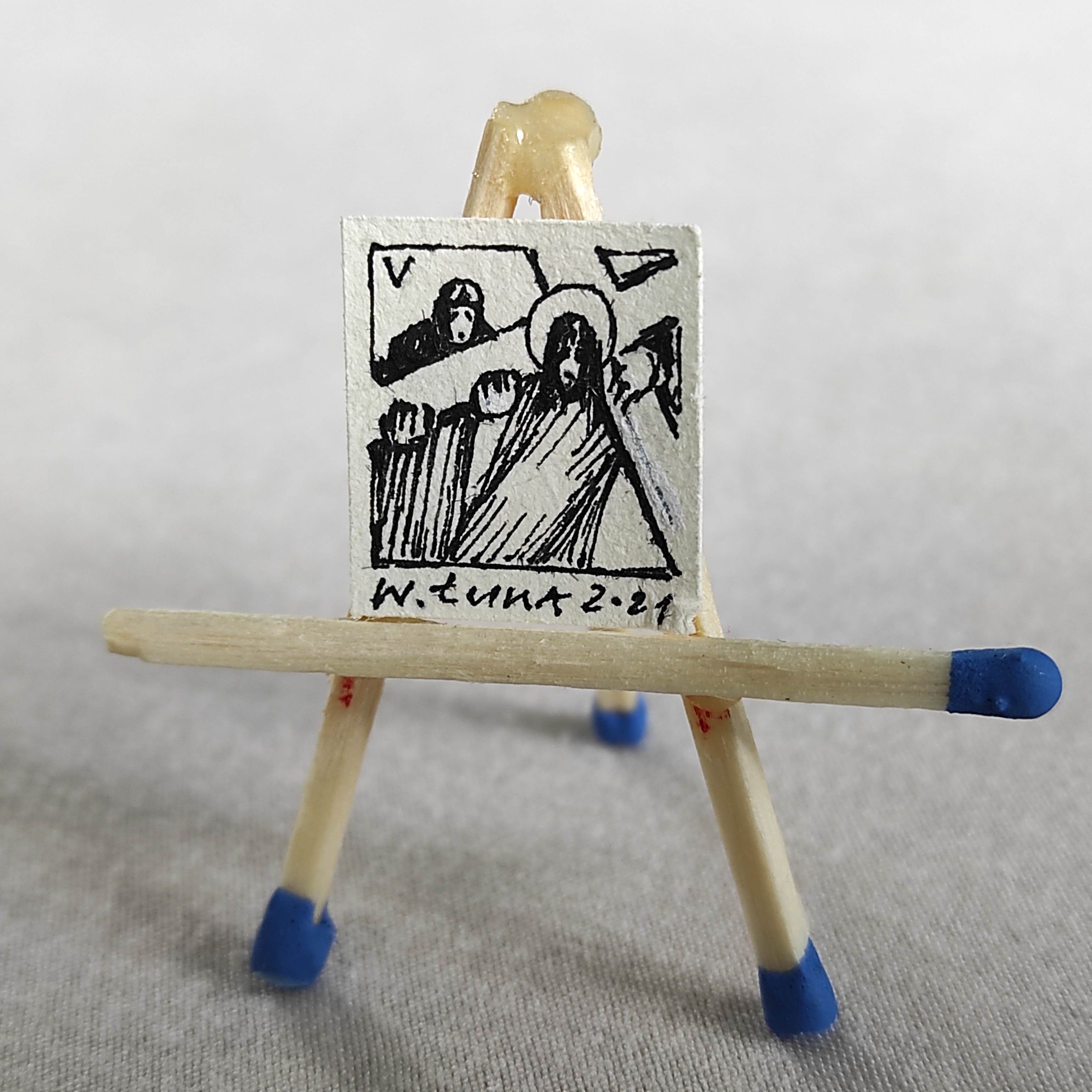
V. Симон з Киринеї допомагає Ісусові нести хрест розміри 15 × 15 mm.
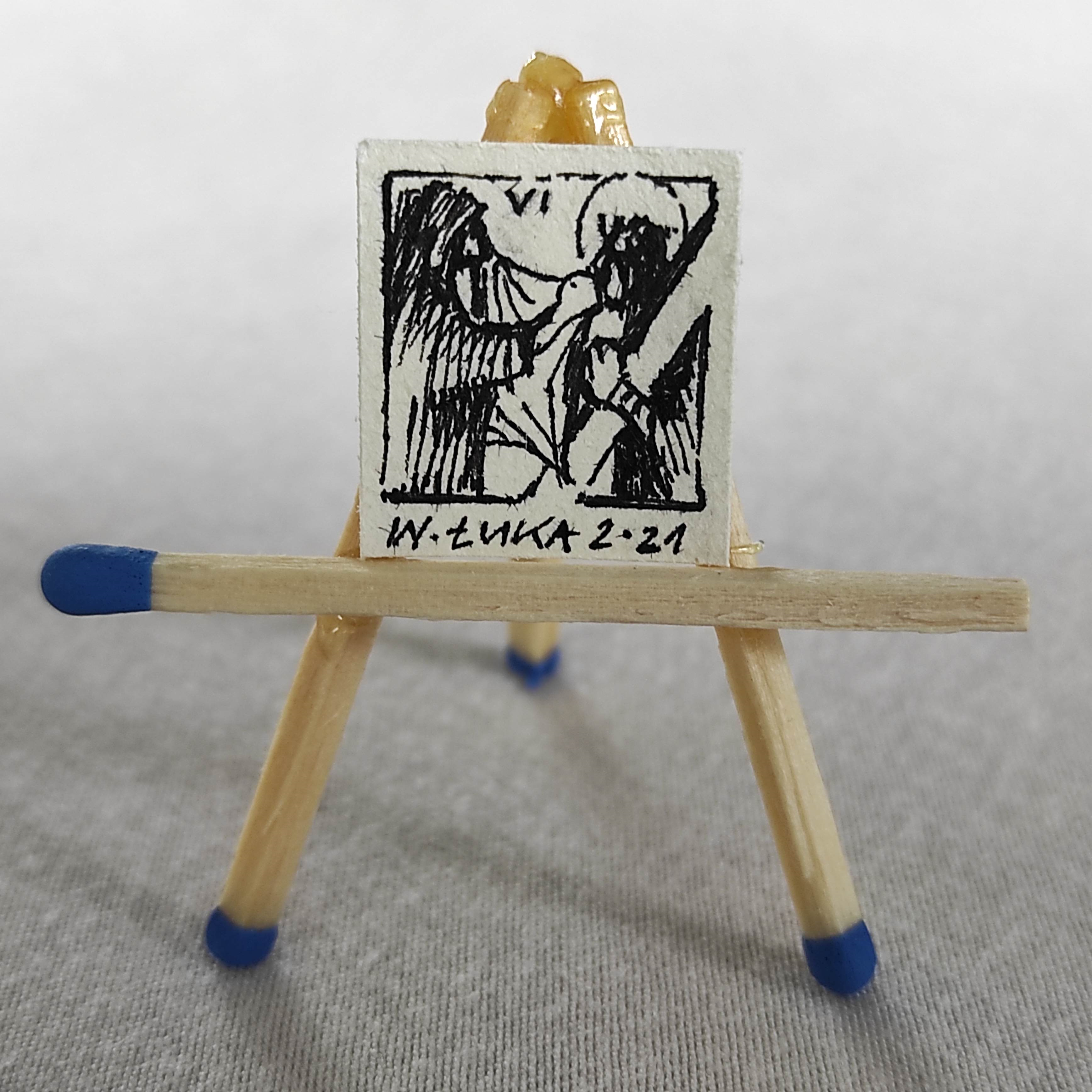
VI. Вероніка витирає Ісусове обличчя розміри 15 × 15 mm.
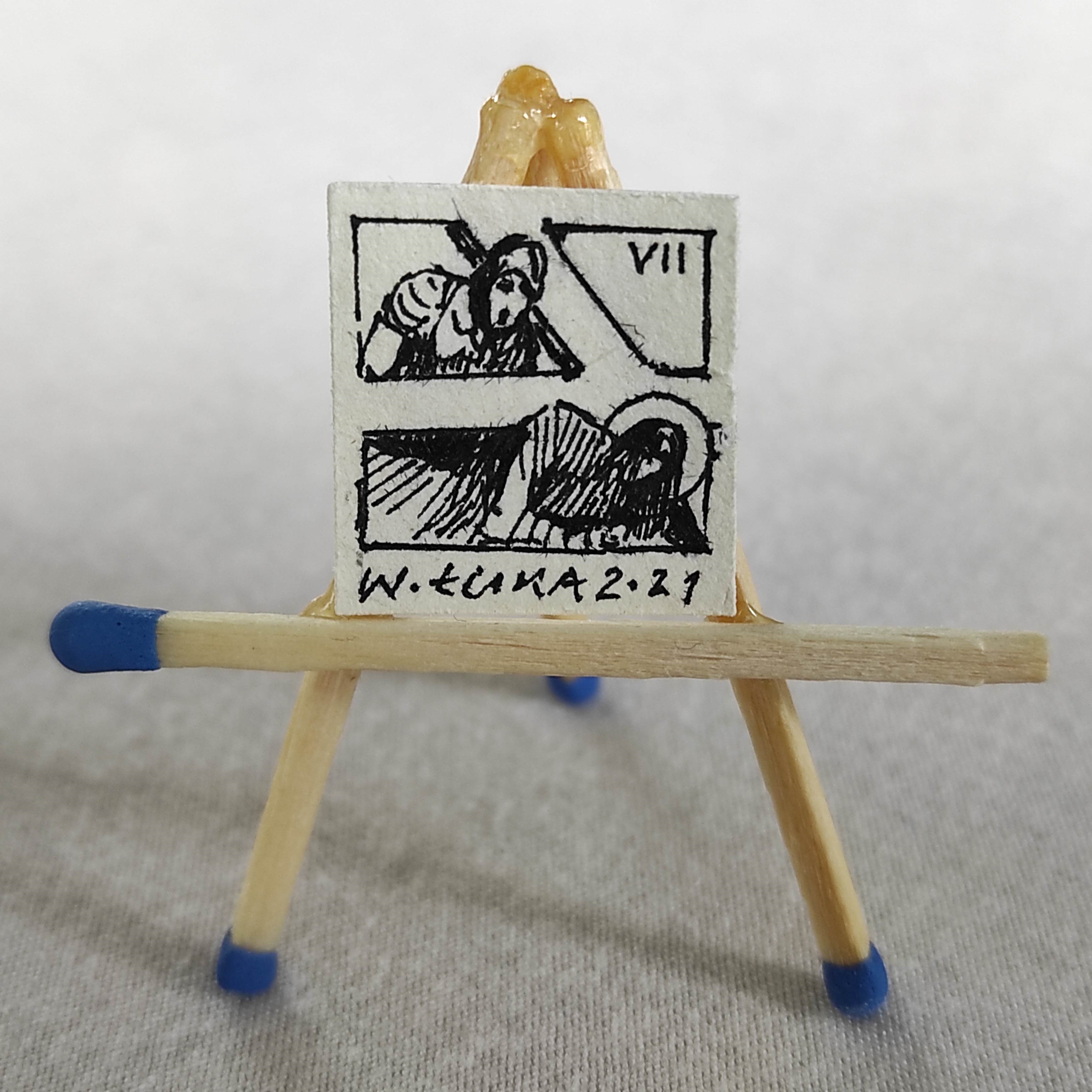
VII. Ісус вдруге падає під хрестом розміри 15 × 15 mm.
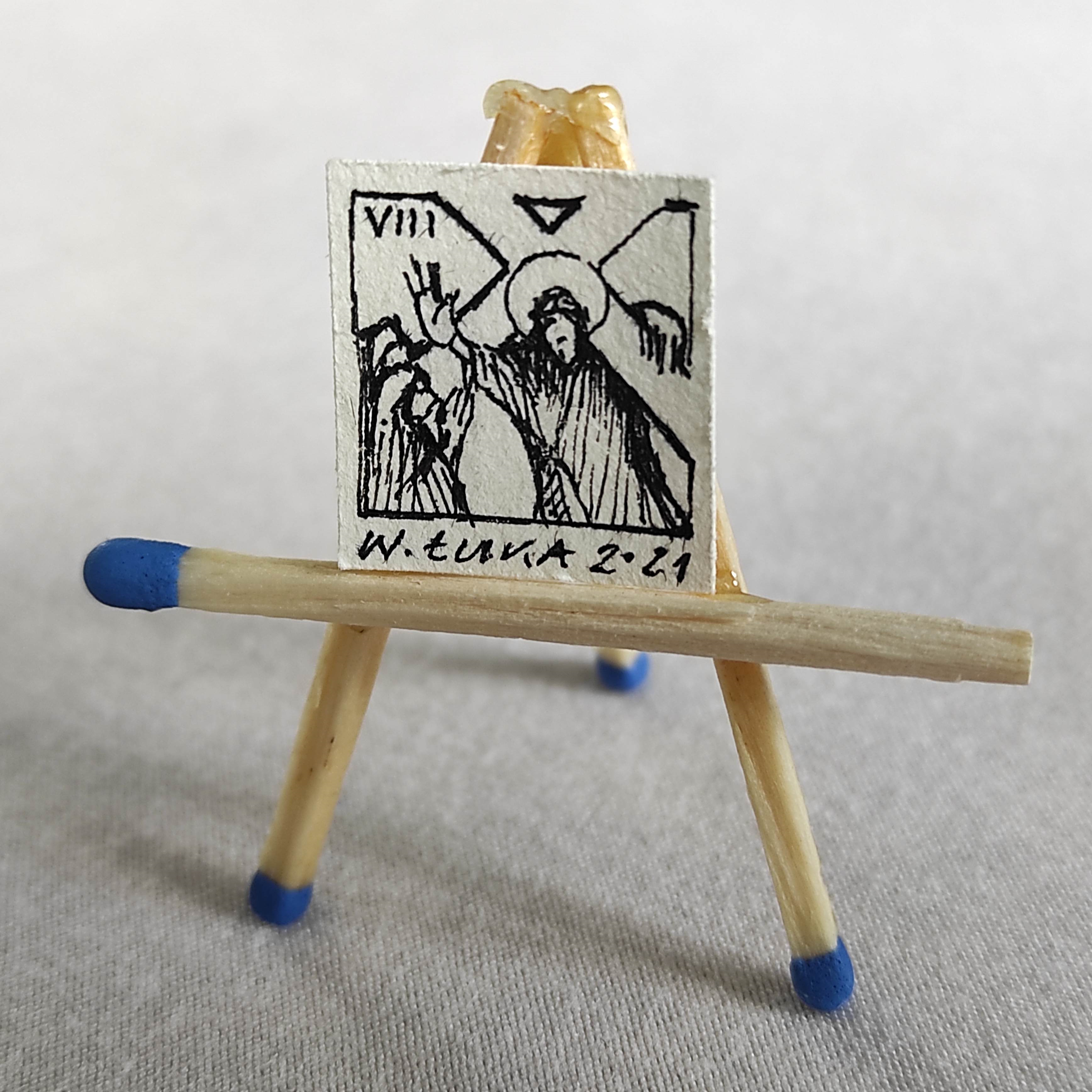
VIII. Ісус просить Єрусалимських жінок, щоб плакали над особистими гріхами розміри 15 × 15 mm.
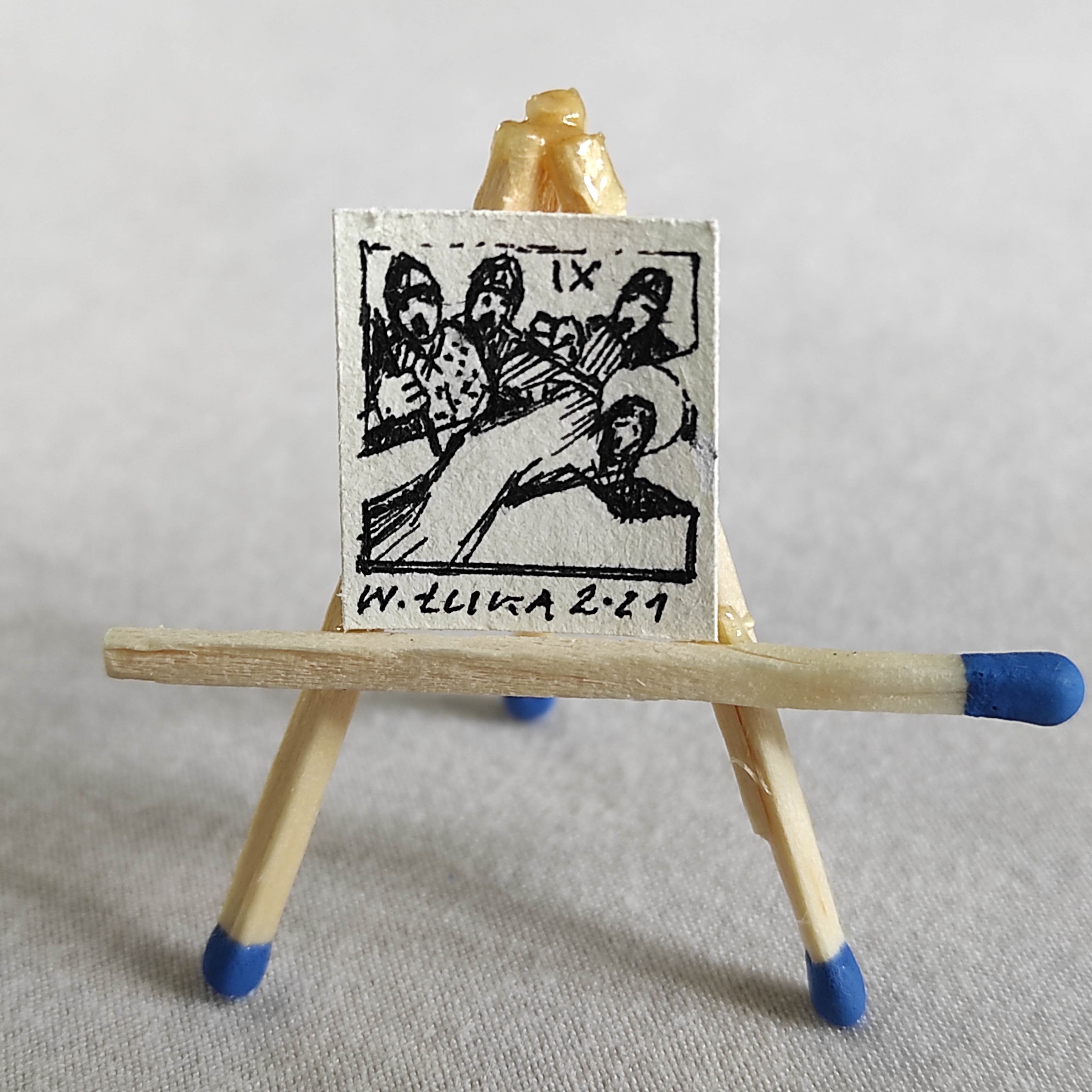
IX. Ісус падає третій раз розміри 15 × 15 mm.
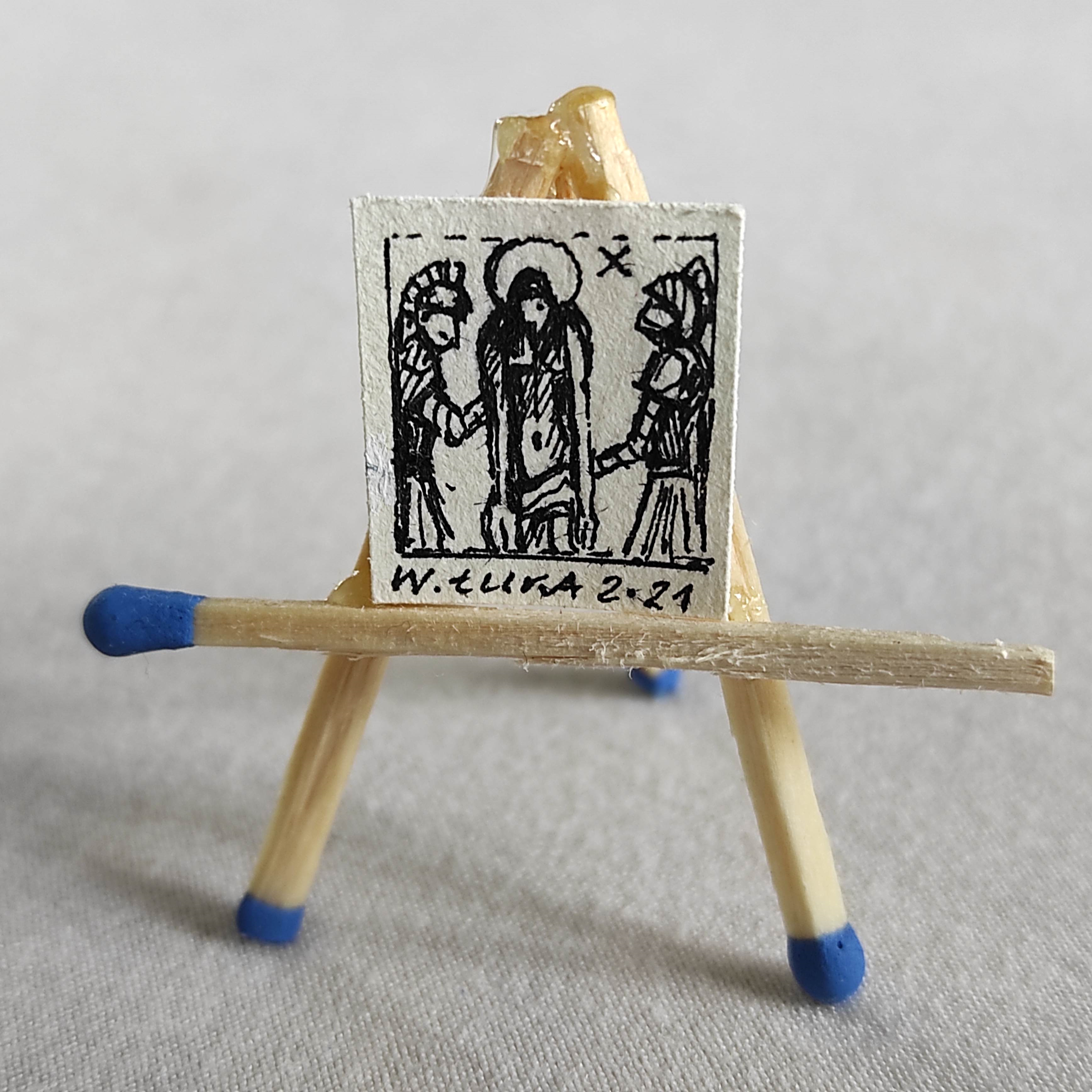
X. З Ісуса здирають одяг розміри 15 × 15 mm.
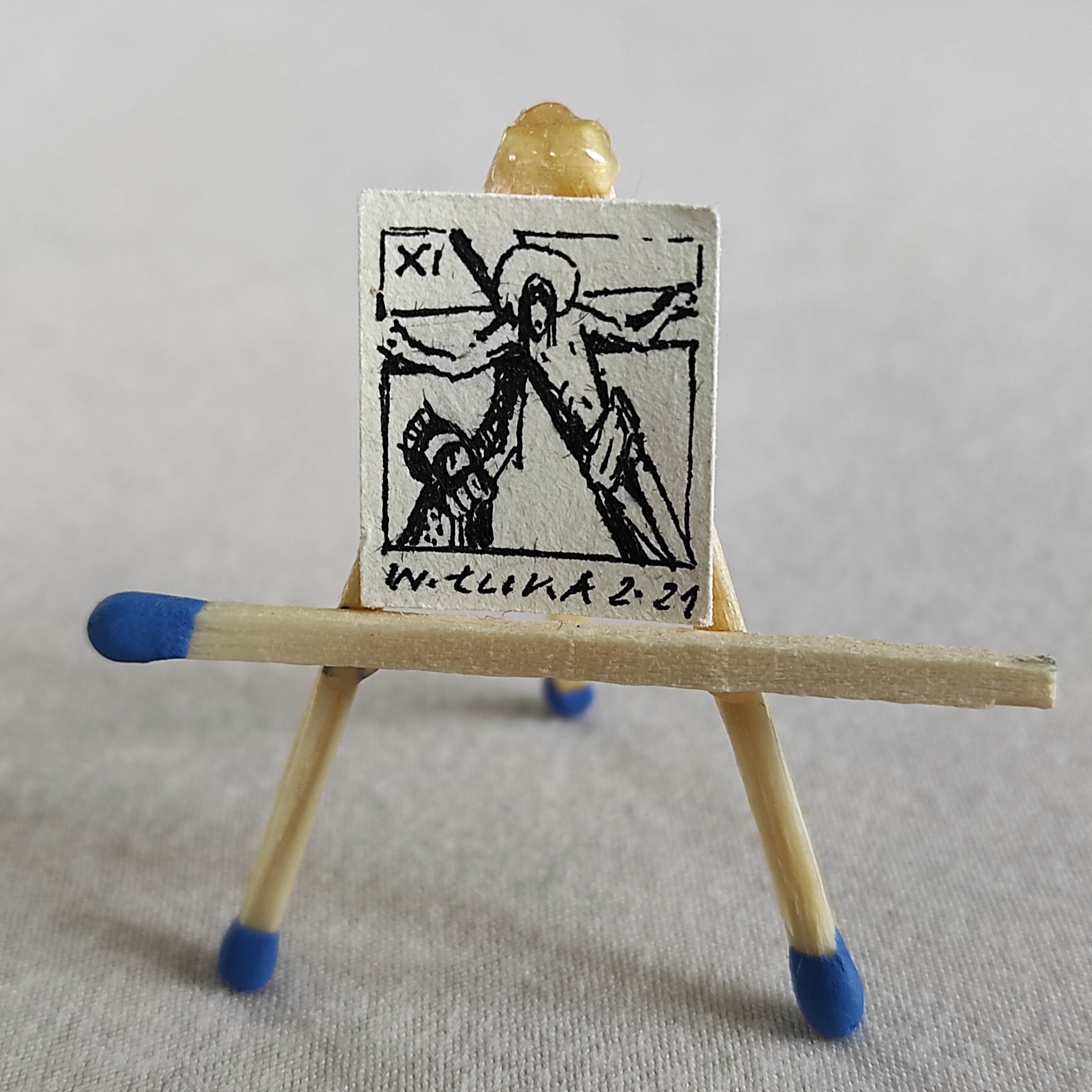
XI. Ісуса прибивають до хреста розміри 15 × 15 mm.
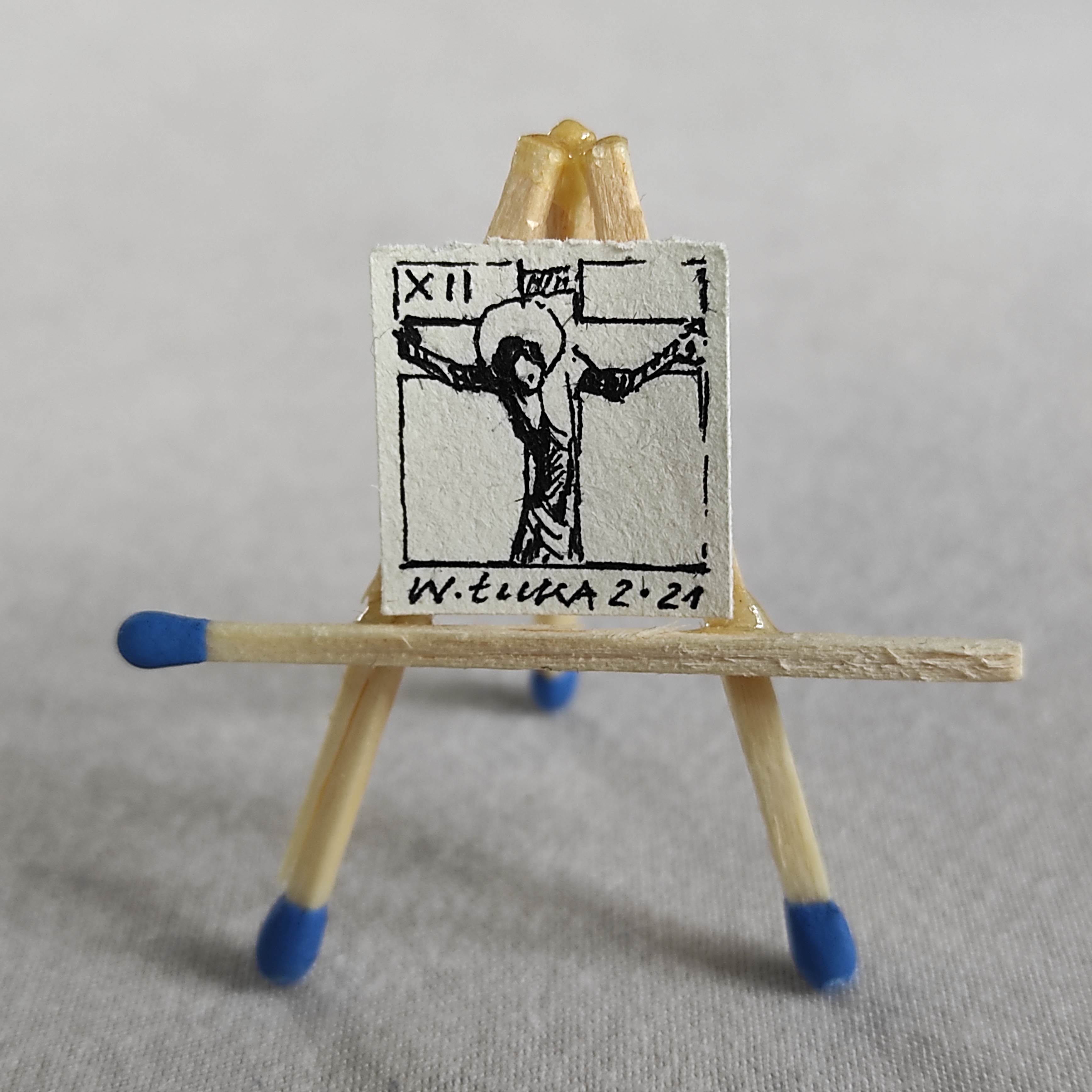
XII. Ісус вмирає на хресті розміри 15 × 15 mm.
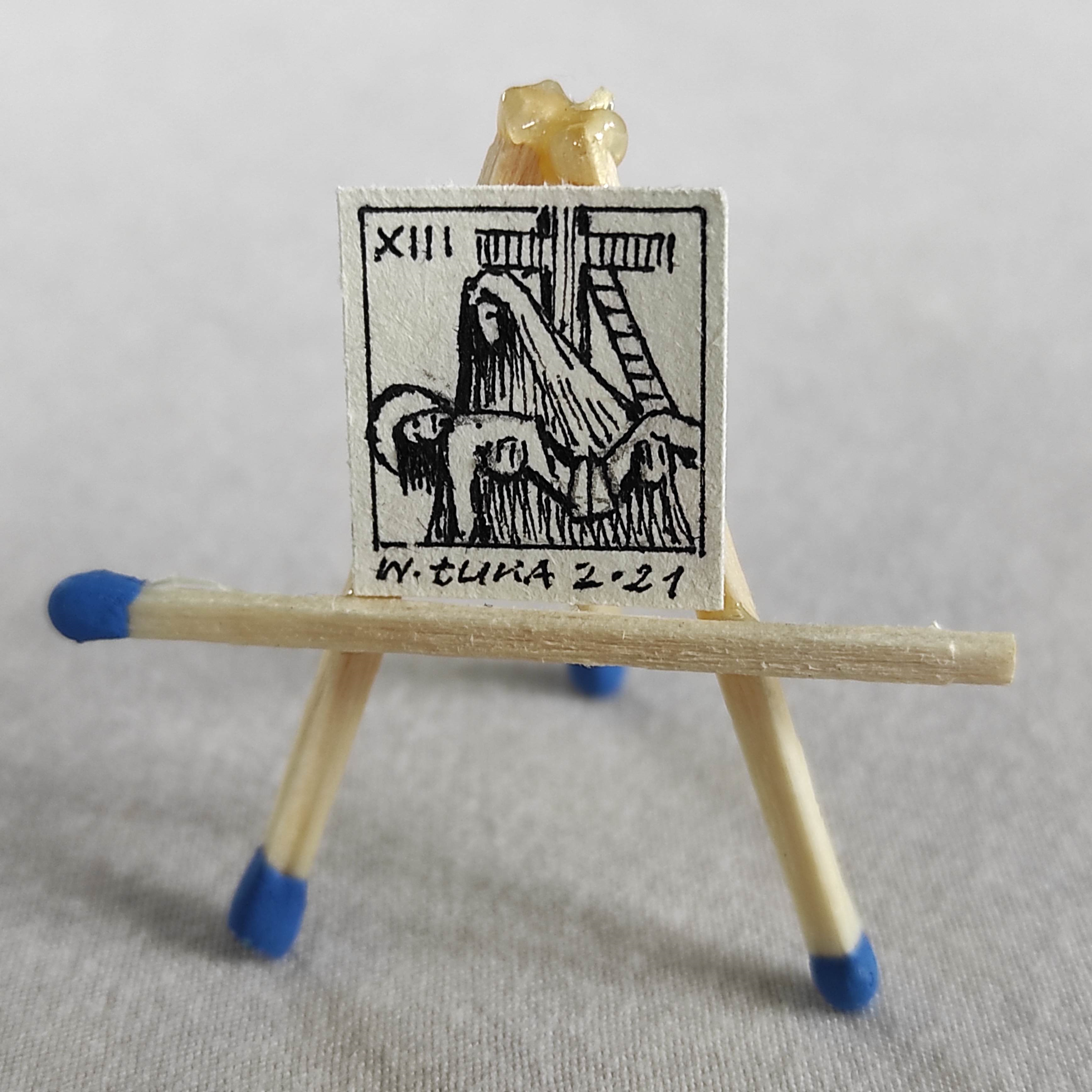
XIII. Ісуса знімають із хреста розміри 15 × 15 mm.
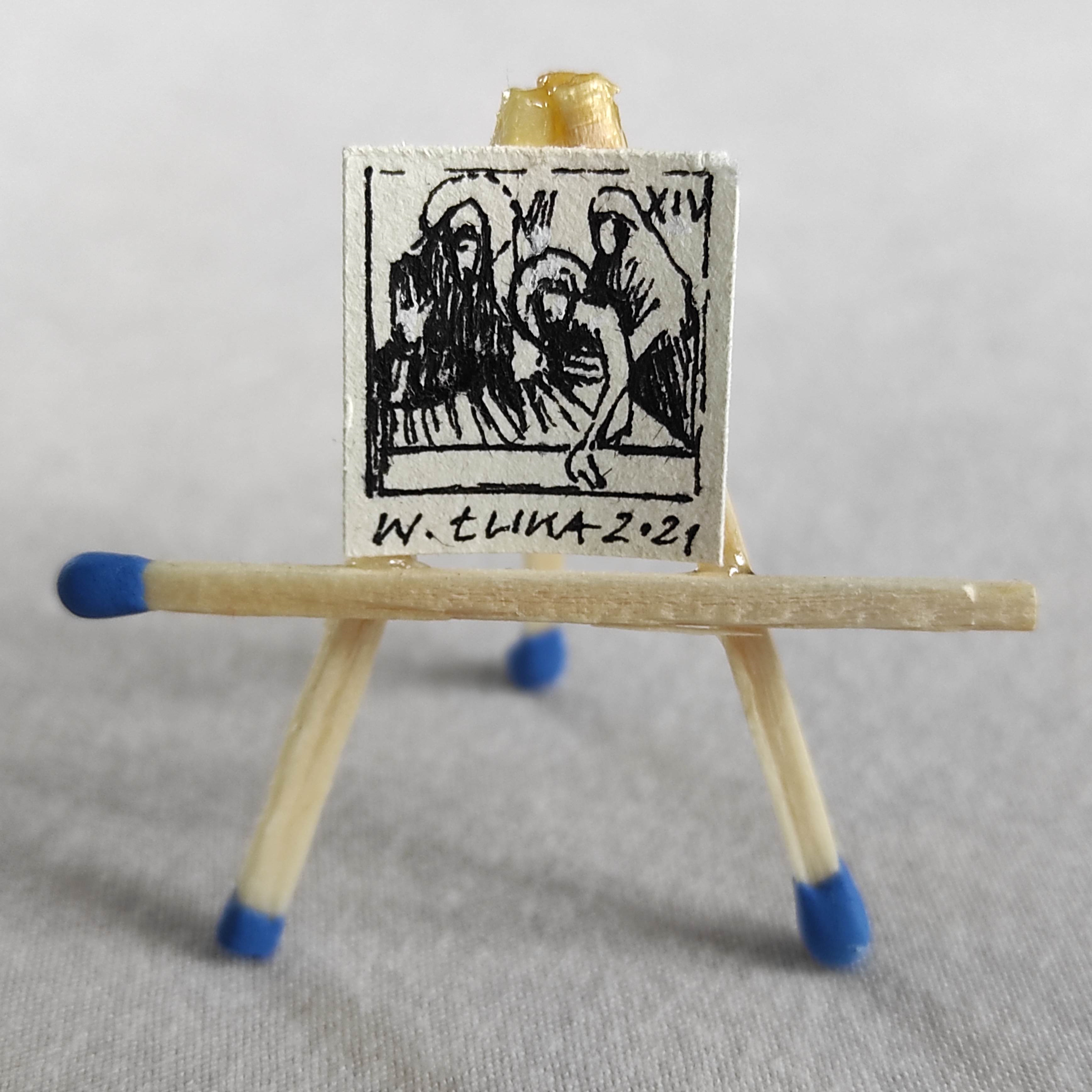
XIV. Ісуса кладуть до гробу розміри 15 × 15 mm.